# Steins;Gate 0 (애니메이션)
《Steins;Gate 0》(シュタインズ・ゲート ゼロ, 슈타인즈 게이트 제로)는 5pb.의 동명의 비주얼 노벨을 원작으로 한 WHITE FOX가 제작한 일본의 텔레비전 애니메이션이다. 《과학 어드벤처》 프랜차이즈의 일부다. 이 시리즈는 《Steins;Gate》의 엔딩의 특정 이벤트를 설명한다. 2018년 4월부터 9월까지 방영되었다. 대학생 오카베 린타로 시간 여행 경험으로 트라우마에 빠졌는데 신경과학자 히야죠 마호와 알렉시스 레스키넨을 만나 그들의 인공지능 시스템 아마데우스의 테스터가 된다.
이 시리즈는 카와무라 켄이치가 감독하고 하나다 줏키가 각본을 맡았다. 이전 《Steins;Gate》 애니메이션 및 게임의 음성 캐스트도 그들의 역할을 재현했다.
이 시리즈는 《Steins;Gate 0》 비주얼 노벨에 묘사된 베타 세계선에서 오케베 린타로의 경험에 대한 것이다. 오카베 린타로가 마키세 크리스를 구하는 데 실패하고 미래의 자신으로부터 어떠한 인도도 받지 못하고 시이나 마유리로부터 격려도 받지 못하는 오리지널 《Steins;Gate》의 대안 세계선에서 진행된다. 미래의 타임머신과의 전쟁을 막기 위해 마키세 크리스를 구하지 못한 후, 리딩 슈타이너 능력으로 과거에 간섭한 경험에 트라우마를 느낀 오카베 린타로는 크리스가 죽은 베타 세계선에서 자신의 삶을 받아들인다. 몇 달이 지난 후 린타로는 크리스가 죽기 전의 기억을 사용하는 인공지능 시스템인 아마데우스에서 작업해온 크리스의 전 동료 인 히야죠 마호와 알렉시스 레스키넨을 만난다. 린타로는 테스터가되어 아마데우스의 개발을 도와 달라는 요청을 수락하고 전화로 아마데우스 크리스와 대화한다.

## 캐스트
| 등장인물                   |                 |
| 등장인물                   | 일본어          |
| -------------------------- | --------------- |
| 오카베 린타로              | 미야노 마모루   |
| 마키세 크리스 / 아마데우스 | 이마이 아사미   |
| 시이나 마유리              | 하나자와 카나   |
| 히야죠 마호                | 야하기 사유리   |
| 하시다 이타루(다루)        | 세키 토모카즈   |
| 아마네 스즈하              | 타무라 유카리   |
| 우루시바라 루카            | 코바야시 유우   |
| 키류 모에카                | 고토 사오리     |
| 페이리스 냥냥              | 모모이 하루코   |
| 시이나 카가리              | 한 메구미       |
| 텐노지 유고(미스터 브라운) | 테라소마 마사키 |
| 아마네 유키                | 타무라 유카리   |
| 알렉시스 레스키넨          | 우에다 요지     |
| 주디 레예스                | 니시무라 마야   |
| 텐노지 나에                | 야마모토 아야노 |
| 나카세 카츠미(후부키)      | 혼다 마리코     |
| 쿠루시마 카에데            | 키노 히나       |

## 스태프
- 원작 - 시쿠라 치요마루, MAGES.
- 감독 - 카와무라 켄이치
- 시리즈 구성 - 하나다 줏키
- 시나리오 감수 - 하야시 나오타카, 마츠바라 타츠야, 니시무라 타쿠야, 야스모토 토오루
- 캐릭터 원안 - huke
- 미래 가제트 원안 - SH＠RP
- 캐릭터 디자인 - 이나요시 토모시게
- 프롭 디자인 - 이나요시 아사코
- 미술 설정 - 코레사와 시게유키, 토우무, 코다카 미치루
- 미술 감독 - 코다카 타케시
- 색채 설계 - 사토 미유키
- 촬영 감독 - 시오카와 토모유키
- 특수효과 감수 - 타니구치 쿠미코
- 3D 디렉터 - 요시다 미키
- 모델링 - 소마 히로시
- 편집 - 스도 히토미
- 음향 감독 - 야마구치 타카유키
- 음악 - 아보 타케시, 노부사와 노부아키, 휴우가 모에
- 음악 제작 - MAGES.
- 애니메이션 프로듀서 - 요시카와 츠나키
- 애니메이션 제작 - WHITE FOX
- 제작 - 미래 가제트 연구소

## 제작

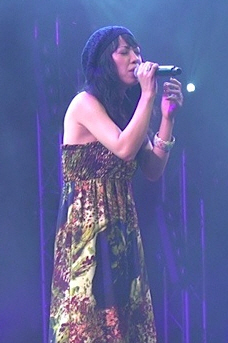
이토 카나코는 《Steins;Gate 0》 첫 번째 애니메이션 오프닝 테마 "파티마"를 불렀다.

《Steins;Gate 0》는 WHITE FOX에서 제작했으며 동명의 비디오 게임을 부분적으로 각색했다. 이 게임은 2011년 WHITE FOX가 애니메이션으로 각색한 《Steins;Gate》의 속편이다. 게임의 스토리는 여러 경로로 구성되어 있지만 애니메이션은 스토리를 하나의 단일 경로로 재구성한다. 이 시리즈는 카와무라 켄이치가 감독하고 하나다 줏키가 각본을 맡았으며, 이나요시 토모시게는 huke의 캐릭터 디자인을 애니메이션으로 각색했다. 코다카 타케시는 미술 감독을 역임했다. 음악은 아보 타케시, 노부사와 노부아키, 휴우가 모에가 작곡했다. 성우는 이전 《Steins;Gate》 미디어에서 자신의 역할을 재현했다. 오프닝 테마는 이토 카나코의 "파티마" (ファティマ)  이고, 엔딩 테마는 시리즈 전반부의 Zwei의 "LAST GMAE", 후반부의 이마이의 "World-Line"이다. 그러나 첫 번째 에피소드는 《Steins;Gate 0》 게임에서 이토의 노래 "Amadeus"를 엔딩 테마로 사용했다. Itō는 첫 번째 《Steins;Gate》 애니메이션의 오프닝 테마인 "Hacking to the Gate"의 서정적 연속으로 "파티마"를 만들었고 테마가 짜릿하기를 원했기 때문에 빠른 속도가 중요한 측면이라고 말했다.

## 주제가
별도의 표기가 없으면 작사·작곡은 시쿠라 치요마루.
오프닝 테마
파티마(ファティマ)
편곡 - Yocke / 노래 - 이토 카나코
엔딩 테마
LAST GAME(2화~7화, 9화~13화)
편곡 - 유우키 신이치 / 노래 - Zwei
World-Line(14화~17화, 19화~20화)
편곡 - 유우키 신이치 / 노래 - 이마이 아사미
삽입곡
Amadeus(1화, 22화)
편곡 - 아라하타 료헤이 / 노래 - 이토 카나코
거문고자리(ライア)(8화, 18화)
편곡 - 오오시마 코우스케 / 노래 - Zwei
별이 연주하는 노래(星の奏でる歌)(12화)
작사 - 사사키 에리 / 작곡 - MANYO / 편곡 - 루카, MANYO / 노래 - 시이나 마유리(하나자와 카나), 시이나 카가리(한 메구미)
스카이클라드의 관측자(スカイクラッドの観測者)(21화)
편곡 - 이소에 토시미치 / 노래 - 이토 카나코
Hacking to the Gate(23화)
편곡 - 이소에 토시미치 / 노래 - 이토 카나코
GATE OF STEINER(23화)
작곡 - 아보 타케시 / 편곡 - 유우키 신이치 / 노래 - 사사키 에리

## 방영 목록
| 화수 | 부제 (원제/풀이) | 각본            | 그림 콘티       | 연출            | 작화감독 | 총작화 감독                       | 방송일          |
| ---- | --- | --------------- | --------------- | --------------- | --- | --------------------------------- | --------------- |
| #01  | 零化域のミッシングリンク 영화역의 미싱 링크 Absolute Zero                                                                         | 하나다 줏키     | 카와무라 켄이치 | 카와무라 켄이치 | 이나요시 토모시게 | -                                 | 2018년 4월 12일 |
| #02  | 閉時曲線のエピグラフ 폐시곡선의 에피그래프 Closed Epigraph                                                                        | 하나다 줏키     | 카와무라 켄이치 | 츠치야 히로유키 | 나카다 마사히코 키미야 료스케                                                                                           | 이나요시 아사코                   | 4월 19일        |
| #03  | 双対福音のプロトコル 쌍대복음의 프로토콜 X-day Protocol                                                                           | 하나다 줏키     | 카와무라 켄이치 | 타카스기 아키라 | 키쿠치 코이치 쿠니이 미카코                                                                                             | 이나요시 토모시게                 | 4월 26일        |
| #04  | 亡失流転のソリチュード 망실유전의 솔리튜드 A Stray Sheep                                                                          | 하나다 줏키     | 카와무라 켄이치 | 히라무키 토모코 | 이나요시 토모시게 이나요시 아사코                                                                                       | -                                 | 5월 3일         |
| #05  | 非点収差のソリチュード 비점수차의 솔리튜드 Entangled Sheep                                                                        | 하나다 줏키     | 路比塚俳優人    | 코가 카즈오미   | 이가와 노리에 후지키 나나                                                                                               | 이나요시 토모시게                 | 5월 10일        |
| #06  | 軌道秩序のエクリプス 궤도질서의 이클립스 The Orbital Eclipse                                                                      | 야스모토 토오루 | 타케이치 나오코 | 타케이치 나오코 | 히라무라 나오키 아이자와 슈스케                                                                                         | 이나요시 토모시게 이나요시 아사코 | 5월 17일        |
| #07  | 振電遷移のエクリプス 진전천이의 이클립스 Vibronic Transition                                                                      | 야스모토 토오루 | 카와무라 켄이치 | 아오키 유이치로 | 나가요시 타카시 | 이나요시 토모시게                 | 5월 24일        |
| #08  | 二律背反のデュアル 이율배반의 듀얼 Antinomic Dual                                                                                 | 하나다 줏키     | 카와무라 켄이치 | 츠치야 히로유키 | 나카다 마사히코 키미야 료스케                                                                                           | 이나요시 토모시게 이나요시 아사코 | 5월 31일        |
| #09  | 永劫回帰のパンドラ 영겁회귀의 판도라 Pandora's Box                                                                                | 하나다 줏키     | 路比塚俳優人    | 카와쿠보 케이지 | 키쿠치 코이치 니시무라 유키에                                                                                           | 이나요시 토모시게 이나요시 아사코 | 6월 7일         |
| #10  | 存在証明のパンドラ 존재증명의 판도라 Forbidden cubicle                                                                            | 하나다 줏키     | 카미야 준       | 히라무키 토모코 | 이가와 노리에 | 이나요시 토모시게 이나요시 아사코 | 6월 14일        |
| #11  | 存在忘却のパンドラ 존재망각의 판도라 Sealed Reliquary                                                                             | 하나다 줏키     | 쿠보 유스케     | 코가 카즈오미   | 후지키 나나 나카무라 신야 카토 아스미                                                                                   | 이나요시 토모시게 이나요시 아사코 | 6월 21일        |
| #12  | 相互再帰のマザーグース 상호재귀의 머더구스 Recursive Mother Goose                                                                 | 야스모토 토오루 | 路比塚俳優人    | 오자와 카즈히로 | 와타나베 야에코 아이자와 슈스케                                                                                         | 이나요시 토모시게 이나요시 아사코 | 6월 28일        |
| #13  | 回折叙唱のマザーグース 회절서창의 머더구스 Diffraction Mother Goose                                                               | 야스모토 토오루 | 타케이치 나오코 | 타케이치 나오코 | 이나요시 토모시게 이나요시 아사코                                                                                       | -                                 | 7월 5일         |
| #14  | 弾性限界のリコグナイズ 탄성한계의 리코그나이즈 Presage or Recognize                                                               | 하나다 줏키     | 타카기 히로아키 | 츠치야 히로유키 | 나카다 마사히코 키미야 료스케                                                                                           | 이나요시 토모시게 이나요시 아사코 | 7월 19일        |
| #15  | 漸近線のリコグナイズ 점근선의 리코그나이즈 Recognize Asymptote                                                                    | 야스모토 토오루 | 토가와 케이     | 쿠도 히로아키   | 오노 아키라 키쿠치 코이치 니시무라 유키에                                                                               | 이나요시 토모시게 이나요시 아사코 | 7월 26일        |
| #16  | 無限遠点のアルタイル 무한원점의 알타이르 Vega and Altair                                                                          | 하나다 줏키     | 쿠보 유스케     | 세키야 마미코   | 이가와 노리에 | 이나요시 토모시게 이나요시 아사코 | 8월 2일         |
| #17  | 双曲平面のアルタイル 쌍곡평면의 알타이르 Beltrami Pseudosphere                                                                    | 하나다 줏키     | 오자키 타카하루 | 코가 카즈오미   | 나카무라 카즈히사 히라무라 나오키 이와타 케이코 토쿠다 유메노스케                                                       | 이나요시 토모시게 이나요시 아사코 | 8월 9일         |
| #18  | 並進対称のアルタイル 평진대칭의 알타이르 Translational Symmetry                                                                   | 하나다 줏키     | 路比塚俳優人    | 타카기 히로아키 | 와타나베 야에코 이케다 유우 아이자와 슈스케 히라무라 나오키 키미야 료스케 후지키 나나 이나요시 토모시게 이나요시 아사코 | 이나요시 토모시게 이나요시 아사코 | 8월 16일        |
| #19  | 循環座標のアルタイル 순환좌표의 알타이르 Time-leap Machine                                                                        | 하나다 줏키     | 쿠보 유스케     | 쿠보 유스케     | 타케모토 다이스케 군소 토쿠다 유메노스케 미야와키 나오 히라무라 나오키 이나요시 토모시게 이나요시 아사코                | 이나요시 토모시게 이나요시 아사코 | 8월 23일        |
| #20  | 盟誓のリナシメント 맹세의 리나시멘토 Promised Rinascimento                                                                        | 야스모토 토오루 | 카와무라 켄이치 | 츠치야 히로유키 | 나카다 마사히코 키미야 료스케                                                                                           | 이나요시 토모시게 이나요시 아사코 | 9월 6일         |
| #21  | 結像のリナシメント 결상의 리나시멘토 Return of Phoenix                                                                            | 하나다 줏키     | 카와무라 켄이치 | 코가 카즈오미   | 이가와 노리에 아이자와 슈스케 군소                                                                                      | 이나요시 토모시게 이나요시 아사코 | 9월 13일        |
| #22  | 投企のリナシメント 투기의 리나시멘토 Project Amadeus                                                                              | 하나다 줏키     | 路比塚俳優人    | 오자와 카즈히로 | 히라무라 나오키 타케모토 다이스케 이나요시 토모시게                                                                     | 이나요시 토모시게                 | 9월 20일        |
| #23  | 無限遠点のアークライト 무한원점의 아크라이트 Arc-light of the Sky 交差座標のスターダスト 교차좌표의 스타더스트 Milky-way Crossing | 하나다 줏키     | 카와무라 켄이치 | 카와무라 켄이치 | 이나요시 토모시게 이나요시 아사코 키미야 료스케 히라무라 나오키                                                         | 이나요시 토모시게 이나요시 아사코 | 9월 27일        |
| #SP  | 結晶多形のヴァレンティヌス 결정다형의 발렌티누스 Bittersweet Intermedio                                                           | 야스모토 토오루 | 토가와 케이     | 츠치야 히로유키 | 키미야 료스케 이나요시 토모시게 이나요시 아사코 와타나베 야에코 타케모토 다이스케                                       | 이나요시 토모시게 이나요시 아사코 | -               |